# Срећко Реић
Срећко Реић — Петица (Сплит, 8. јануар 1914 — Сплит, 26. октобар 1987) био је учесник Народноослободилачке борбе, пуковник ЈНА, друштвено-политички радник СР Хрватске и народни херој Југославије.

## Биографија
Рођен је 8. јануара 1914. године у Сплиту, у сиромашној сељачкој породици. Изучио је зидарски занат. Тада је почео да буде активан у синдикалном покрету и у радничким културно-уметничким и спортским друштвима. Члан Комунистичке партије Југославије (КПЈ) постао је 1933. године. У периоду од 1930. до 1941. године, био је један од организатора демонстрација у Сплиту. Због тих га је активности полиција хапсила више пута.
Када је у Шпанији 1937. године почео грађански рат, Срећко је кренуо са групом Југословена који су пошли у одбрану Републике, али је на поласку био ухваћен и поновно затворен.

### Народноослободилачка борба
После фашистичке окупације Југославије 1941. године, радио је као илегални политички радник. Код њега је био центар за прикупљање оружја и растурање илегалног материјала. Када је фебруара 1942. године, била формирана Мосорска партизанска чета, био је постављен за заменика командира. Непријатељ је убрзо покренуо напад на чету, па је њена команда донела одлуку, противну наредбама надређених, да се чета распусти. Реић је одбио да послуша ово наређење, те је остао с групом бораца на положају. Крајем априла, чета је поновно била обновљена, а Реић њен нови командир. Чета се затим борила на Динари против италијанских окупационих снага.
Када је 22. јуна 1942. године формиран Ударни батаљон „Тадија Анушић“, Срећко је постао његов командант. Овај батаљон је, под његовом командом, код Вагња спречио продирање италијанских снага из Далмације за Ливно. Почетком септембра, његов батаљон је ушао у састав Прве далматинске бригаде. Приликом заузимања Јајца од стране НОВЈ, новембра 1942. године, Срећко и његови борци успели су да заузму најјаче утврђење, Ћусину. За успешно извршење задатка у овој борби, његову бригаду је похвалио Врховни командант Јосип Броз Тито.
У Четвртој непријатељској офанзиви 1943, приликом освајања Прозора, Реићев батаљон је три дана спречавао немачке снаге да се пробију од Бугојна. Батаљон је после тога први ушао у Прозор. И за овај је успех бригаду похвалио лично Врховни командант. Батаљон је надаље учествовао у борбама на Јабланици приликом преласка Неретве, на Прењу, код Невесиња, на Пиви, Зеленгори и Сутјесци.
Батаљон је остао одсечен на Јахорини, па је био принуђен да се пробије у Херцеговину и прикључи Десетој херцеговачкој бригади, где је учествовао у борбама све до марта 1944. године. Тада је батаљон ушао у састав Друге далматинске бригаде. Срећко је потом био постављен за команданта Једанаесте херцеговачке бригаде. Учествовао је у борбама за ослобођење Гацка, Билеће и Невесиња.
У августу 1944. године, био је упућен у Далмацију и постављен за првог команданта новоформиране Пете хрватске бригаде народне одбране. После ослобођења Далмације, крајем исте године, учествовао у уништавању и заробљавању заосталих група непријатеља и њихових сарадника. Убрзо је постао заменик команданта Прве хрватске дивизије народне одбране, која је била у саставу Корпуса народне одбране Југославије (КНОЈ).

### Послератни период
У послератном периоду, вршио је многе одговорне дужности у Југословенској народној армији (ЈНА). Био је пензионисан у чину пуковника ЈНА.
И после пензионисања, био је активан друштвено-политички радник. Био је, међу осталим, члан Обласног комитета СК Хрватске за Далмацију, одборник Скупштине општине Сплит и функционер у многим спортским организацијама.
Умро је 26. октобра 1987. у Сплиту, где је и сахрањен на гробљу Ловринац.
Носилац је Партизанске споменице 1941. и других југословенских одликовања, међу којима су — Орден Републике са златним венцем, Орден рада са црвеном заставом, Орден партизанске звезде са сребрним венцем, Ордена заслуга за народ са сребрним зрацима, Ордена братства и јединства са сребрним венцем, Орден за храброст, Орден за војне заслуге са златним мачевима и Орден партизанске звезде са пушкама. Орденом народног хероја одликован је 24. јула 1953. године. Такође је одликован и совјетским Орденом Отаџбинског рата другог реда.